# ヌマハコガメ
ヌマハコガメ（沼箱亀、学名：Terrapene coahuila）は、ヌマガメ科アメリカハコガメ属に分類されるカメ。

## 分布
メキシコ（クアトロシェネガス渓谷）固有種

## 形態
最大甲長16.8センチメートル。背甲はややドーム状に盛り上がるが、甲高は甲長の40%以下。背甲は上から見ると細長い楕円型。第1椎甲板と腹甲（折り曲げずに地面に接した状態）を横から見た角度が50°以上。背甲の色彩は緑褐色や黄褐色、暗褐色。腹甲の蝶番は第5縁甲板と第6縁甲板の継ぎ目（シーム）よりも前方にある。腹甲の色彩は淡黄色や緑褐色で、不明瞭な暗色斑が入る。
頭部の色彩は褐色。
卵は長径2.9 - 3.3センチメートル、短径1.7 - 1.8センチメートル。幼体では背甲の色彩が明るく甲板に放射状の暗色斑や斑点が入るが、成長に伴い背甲の色彩は暗くなり斑紋は消失する。オスの成体は虹彩が褐色で黄色い斑点が入る。メスや幼体の虹彩は黄色や黄褐色。

## 分類
属内ではカロリナハコガメと近縁だと考えられている。

## 生態
底質が柔らかく水生植物が繁茂する流れの緩やかな小河川、池沼、湿原などに生息する。アメリカハコガメ属では唯一の半水棲または半陸棲で、水場から離れることはまれ。肺の大きさを変えて水中を浮かんだり、粘液嚢を使ってガス交換をし補助的に呼吸を行う。
食性は雑食で、昆虫、甲殻類、貝類、魚類、両生類の幼生、水生植物（ハリイ属など）、果実、藻類（シャジクモ属など）などを食べる。陸上でも水中でも採食を行う。
繁殖形態は卵生。飼育下では秋季から春季にかけて水中や水辺で交尾を行った記録がある。5-9月に1回に1-8個（主に2-3個）の卵を年に2-3回に分けて産む。卵は夏季から秋季の初めに孵化するが、9月に産まれた幼体は地中で越冬し翌年の春季に地表に現れる。

## 人間との関係
開発による生息地の破壊や、水質悪化、ペット用の乱獲などにより生息数は減少している。メキシコでは法的に保護の対象とされ、採集や輸出などが厳しく制限されている。1995年にワシントン条約附属書Iに掲載された。
ペットとして飼育されることもあり、日本にも輸入されていた。現在はワシントン条約附属書Iに掲載されているため国際的な商取引が禁止されている。